# Wapowski (Mondkrater)
Wapowski ist ein kleiner, schüsselförmiger Einschlagkrater auf der Mondvorderseite in der Nähe des Südpols.
Er liegt im Inneren des Kraters Scott.
Der Krater wurde 2009 von der IAU nach dem polnischen Kartografen Bernard Wapowski offiziell benannt.